# Gnophodes chelys
Gnophodes chelys är en fjärilsart som beskrevs av Fabricius 1793. Gnophodes chelys ingår i släktet Gnophodes och familjen praktfjärilar. Inga underarter finns listade i Catalogue of Life.